# 张家湾站 (武汉地铁)
张家湾站位于中华人民共和国湖北省武汉市洪山区，是武汉地铁5号线的地铁车站。

## 车站结构
张家湾站位于烽胜路与江国路交叉口北侧，沿烽胜路南北呈一字型布设。车站为路中地面三层高架侧式站台车站，其中地面一层为设备层、地面二层为站厅层、地面三层为站台层。车站总长154.8m，车站总宽23.0m。主体结构采用框架结构，纵向主要柱距12m，横向柱距7m。车站桥梁区间按共柱处理。车站共设置4个地铁出入口、1个疏散口。

### 车站出口
|                                                 |      |      |  |
| 出口編號                                        | 設施 | 照片 |  |
| A                                               |      |      |  |
| B                                               |      |      |  |
| C                                               |      |      |  |
| D                                               |      |      |  |
| 注： 設有升降機 \| 設有輪椅升降台 \| 設有洗手間 |      |      |  |

### 内部链接
- 武汉地铁车站列表